# Berts vidare betraktelser
Berts vidare betraktelser är en ungdomsroman i dagboksform från 1990 av de svenska författarna Anders Jacobsson och Sören Olsson. Boken handlar om Bert Ljung från 1 maj till 31 augusti under det kalenderår han fyller 13 år. Boken använder sig av 1989 års almanacka enligt den gregorianska kalendern. Som standard inleder Bert med "Hej hej hallå dagboken!" och avslutar med berömda "Tack och hej – leverpastej". Bert för dagbok varje dag under detta kalenderår, och de flesta anteckningarna beskriver vad som skedde under gårdagen.
Ursprungligen lästes Berts betraktelser-trilogin upp i radioprogrammet Almanackan under 1989, som gjordes varje dag under ett år, vilket Sören tyckte passade bra för en dagbok. Boken ansågs mer vågad än de tidigare, men kritiken uteblev.

## Bokomslag
Bokomslaget visar Bert, som springer runt i sitt ostädade rum i bara kalsongerna, med dagboken i hand. I rummet syns nakna manliga änglar och moln. En av änglarna har keps, och skjuter med pil och båge, och träffar dagboken. Den andra spelar fiol, och musiken går in i Berts öra och ur kommer texten "love" (engelska för "kärlek"), medan tre hjärtan syns ovanför Berts huvud. På Berts skrivbord ligger bland annat en grammofonskiva, och ett kort på Paulina. Vid väggen står Berts halvt trasiga elbas. På golvet ligger Fantomen-serietidningar och skräpar, och två ögon tittar fram ur ett råtthål.

## Handling

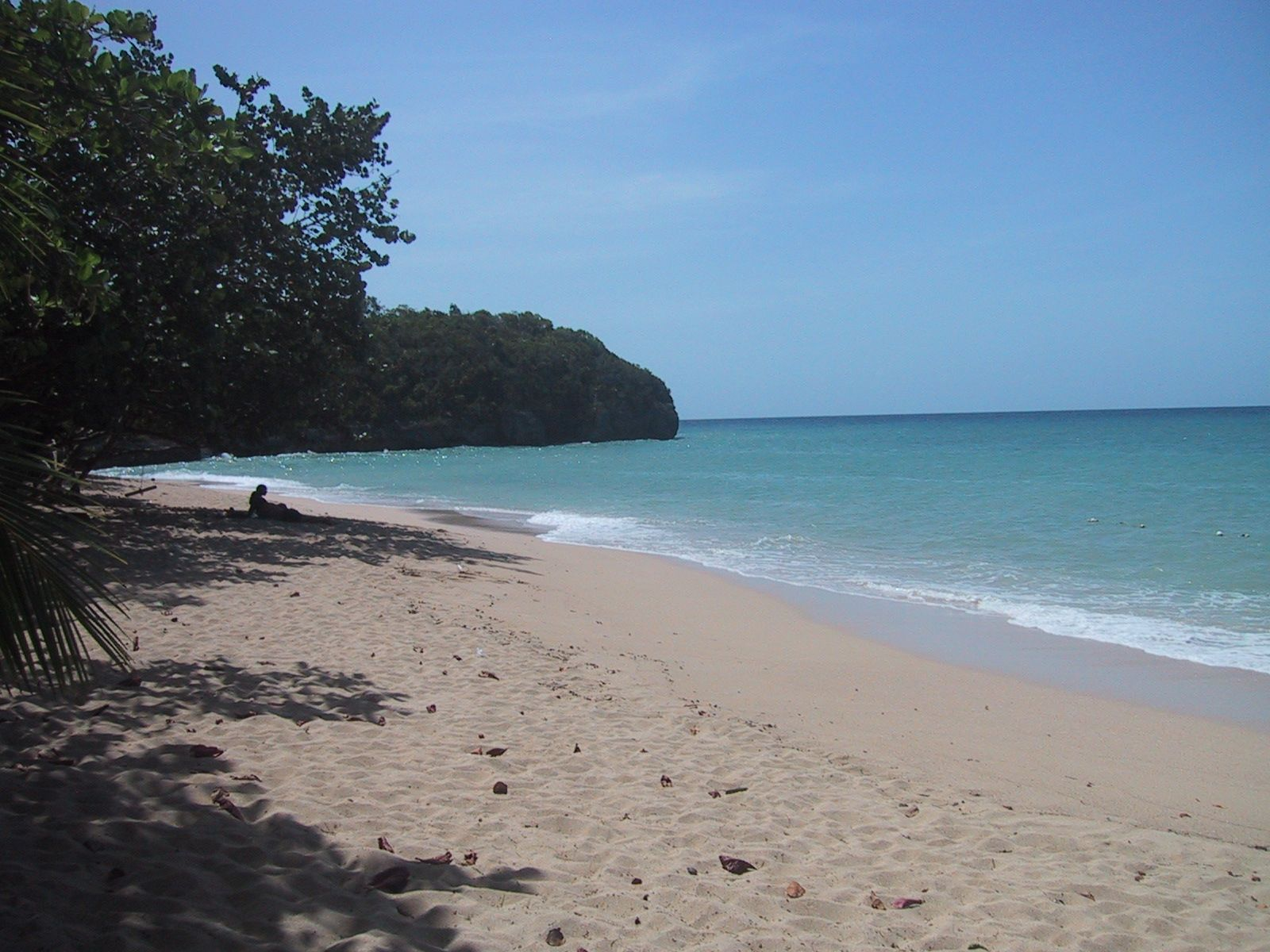
Familjen Ljung åker i boken på semester till Jamaica.

Efter att Bert och Åke hoppat vid elden under Valborgsmässoafton demonstrerar Heman Hunters på första maj, men föses bort efter att ha sjungit "Tupp fick kramp uti magen, sista skiten kom där".
Natten mellan 5 och 6 maj brinner det inne i Berts hemstad. Arnes potatislager förstörs i lågorna. Polisen tror det handlar om mordbrand, och Bert misstänker Jörgen Karlsson. Bert besöker dansinstitutet där hans moster Lena arbetar. Paulina dansar där, och Bert råkar tappa Paulina i golvet, och känner sig som Adolf Hitlers tvillingbror.
Berts klass får besök av 6:orna från Östbergaskolan, vars klasser skall slås ihop inför 7:an, och Lill-Erik fruktar att de är kommunister då deras lärare kallar dem deras nya "Kamrater".
I slutet av maj åker eleverna i 6:orna på lägerskola, efter att ha samlat in pengar, och då Bert vandrar ensam i kvällen dyker Paulina upp, tillsammans går de till en gammal tidigare dansbana, där en romans mellan de två utspelar sig.
Under skolavslutningen i 6:an tillverkar Åke eget fyrverkeri i skolbänken. Bänklocket tar eld, och skolan måste utrymmas. På hemvägen stöter Bert på Paulina, som vill träffas under sommaren, och de badar ihop.
Åkes pappa träffar en ny tant, som heter Hillevi och har norska släktingar, och Bert följer med sin pappa och seglar med en person som heter Christer, men Bert blir sjösjuk.
Till Paulinas namnsdag den 22 juni virkar Bert en tygduk, och går som Grottmänniskan Milton ut och binder fast duken vid en sten, och kastar den in genom Paulinas fönster, men den träffar fel lägenhet och grannen får lämna den till Paulina.
Midsommar tillbringar Berts släkt traditionsenligt i Babbsand, i en stuga på en ö. Berts 18-åriga kusin Sandra nakenbadar, och Bert ser sin pappa studera med kikare, och skyller på fågelskådning. Bert kommer sedan hem, och hittar ett brev under hallmattan, där Paulina skriver att han kan komma till Lilla Bryggan under midsommardagen (då han var borta).
I juli har Berts farbror Janne, som bor i en lägenhet i New York i USA, bjudit Berts familj på badsemester på Jamaica. Men först får de ta sig över till New York, och resan sker med flygplan. Bert får höra att kommunister inte är välkomna till USA, och blir genast orolig då han känner sin granne Olle Collin, som Bert vet röstar på VPK. Problemet blir värre då Paulinas kusin Pavel från Tjeckoslovakien, en av Sovjetunionens allierade stater, är i Sverige och hälsar på. Bert är på grund av relationsproblemen mellan USA och Sovjetunionen orolig för att USA skall skicka agenter till Sverige och att de ser Bert ihop med Paulina och Pavel och att detta skall hota Berts inresetillstånd till USA. Bert tycker sig se USA-agenter i en parkerad buss från Televerket. Bert känner nu att han måste bevisa sina insatser för USA, och ringer till USA:s Sverige-ambassad och sjunger "Happy Birthday to USA", men de uppfattar det som ryska folksånger och lägger på luren. Bert tar med sig USA:s flagga till McDonald’s, då en cigarrrökande man anländer och flaggan fattar eld. Morgontidningen beskriver händelsen som en ungkommunist som demonstrerar utanför MacDonalds med att skända och bränna USA:s flagga. Resan blir dock av, men när Heman Hunters träffas får Bert en svensk-isländsk parlör av Åke, som menar att Island är platsen där de flygplan på väg till USA skall nödlanda.
När familjen Ljung kommer fram vill Berts pappa att serveringspersonalen skall fylla upp glaset till brädden när de går på restaurang, och säger "Fill it up to the bread", och får bröd i glaset. De besöker även Empire State Building. Sedan besöker de Jamaica, och under hemresan följer en berusad gubbe från Finland med, som är på väg att kastas av på Island. När Bert kommer hem får han vykort av Åke, som är i Norge och när de hämtar bilen hos Berts mormor glömmer Berts pappa bort att Sverige haft högertrafik sedan 1967, och råkar preja ner två mopedister i diket. När Åke kommer hem från Norge menar han att inbördeskrig mellan randiga och rutiga människor pågår där, och i slutet av juli övernattar Bert och Åke i ett gammalt spökhus.
I augusti är Bert ute mycket med gänget, innan han börjar i 7:an, bland annat pallar de äpplen. När de badar nakna i Nöckeln får Bert syn på Louise naken, och han nakenkramas med Paulina. Bert går också till kyrkan i hemlighet för att be Gud om förlåtelse för att han tänker så mycket på tjejer.
När Bert börjar 7:an slås hans klass samma med en 6:a från Österbergsskolan. Berts skåp handlar jämte Dödgrävarn som fyller sitt skåp med snusdosor och kastar böcker som inte får plats, Lill-Erik skåp hamnar i 9:ornas korridor, och han skriver till rektorn om att få gå om 6:an. Berts klass får Banan-Boris som kemilärare. Banan-Boris tar fram en vattenslang och börjar spruta på klassen. I matematik har de Agneta, och Åke protesterar mot läxan, för "elevdemokrati" och mot "fascism" medan Jaana slänger ut räkneboken genom fönstret. Åke slängs ut, och föreslår att lärarrummet skall ockuperas.
Under en innebandymatch på skolgymnastiken börjar Jörgen Karlsson och Dödgrävarn i 7 B att slåss, och efter en vecka på högstadiet kommer Björna hem till Bert, och då de talar om högstadiet berättar Björna att han gillar Annica, samt att Lena i 7 C har "gjort det". Björna berättar även att han varit med om en hel del, och Bert anser att han inte kan bli en bra politiker, då han "ljuger för dåligt".
Bert får också ett besök av Nadja när han är deppig, och hon värmer honom med en kram, men sedan blir han kär i en tjej i 8:an som senare visar sig heta Ida, men gillar inte att hon röker.
Boken avslutas med att Bert gör högstadieläxa, och hans mamma tycker tiden gått fort, sedan de kom från BB, och vill ge honom en puss, då sticker han till grannen Olle Colin och spelar gitarr.

## Senare versioner
- Lägerskolan förekommer även i TV-serien från 1994, i avsnittet "Fina, fina Paulina" och har då utökats till en berättelse där Lill-Erik lämnas kvar av bussen efter en paus, och stöter på en förrymd elefant ute i skogen.
- Berts högstadiestart förekommer också i TV-serien, i avsnittet "Ett långt och lyckligt liv", men i denna version är Dödgrävarn två år äldre än Bert.

## Övrigt
- En färgad variant av bilden på sidan 96, där Bert går bakom Paulina på Nöckelns badstrand, är omslagsbild för juni-kassettbandet [2].
- Tjeckoslovakien hade vid uppläsandet i radio 1989 inte övergått från kommunistpartistyre. Bokromanen kom ut 1990, efter sammetsrevolutionen.
- När boken kom hade det ännu inte avslöjats att Bert utspelar sig i Öreskoga, men när familjen är i Jamaica frågar Bert sin pappa hur det går för ÖSK i Allsvenskan.

## Ljudbok
Inläsningarna utgavs 1993 två fyra kassettband på Änglatroll under titlarna "Berts majbetraktelser"., "Berts junibetraktelser"., Berts julibetraktelser och Berts augustibetraktelser

### Musik och sång
Kassettbanden innehåller följande sånger:
- Maj: "Morgonfjong" (Multiman), "Heaven and Panncake", "Lill-Eriks hambo" ("Skalbagge hambo"), "Fina Paulina" ("Kom konkurrens")
- Juni: "Blekfet", "Samma sol, samma sommar", "Sailing" (Sutherland Brotherss version, men kärlekstemat utbytt mot sjösjuka), "Min far gillar snusk"
- Juli: "Ajm a Goood at Linglish", "Fill it up to the Bread", "Jamaica Man", "Hemåt igen"
- Augusti: "Slå mig", "Alla pallar", "Vilde Bill", "Börja sjuan" ("Min bil")

Titel inom parentes avser sångens namn vid Hemliga Byråns originalinspelning.

### Fotnoter
1. ↑  ”Berts vidare betraktelser” (på engelska). Worldcat. 11 mars 1990. https://www.worldcat.org/title/berts-vidare-betraktelser-maj-augusti/oclc/186092033&referer=brief_results. Läst 29 mars 2015.
2. ↑  Bert Arkiverad 26 oktober 2011 hämtat från the Wayback Machine.
3. ↑  ”Berts majbetraktelser”. Svensk mediedatabas. 11 mars 1993. http://smdb.kb.se/catalog/id/001522037. Läst 29 april 2015.
4. ↑  ”Berts junibetraktelser”. Svensk mediedatabas. 11 mars 1993. http://smdb.kb.se/catalog/id/001522036. Läst 29 april 2015.
5. ↑  ”Berts julibetraktelser”. Svensk mediedatabas. 11 mars 1993. http://smdb.kb.se/catalog/id/001522038. Läst 29 april 2015.
6. ↑  ”Berts augustibetraktelser”. Svensk mediedatabas. 11 mars 1993. http://smdb.kb.se/catalog/id/001522515. Läst 29 april 2015.